# 中山清
中山 清（なかやま きよし、1907年（明治40年）7月28日 - 1994年（平成6年）11月25日）は、日本の武道家、伝統医。日本武道医学会の設立者で、日本武道医学の創始者である。
日本武道医学会会長、大日本武徳会本部理事、同東京支部理事長、拓殖大学旧特設理療科教師（現・東洋鍼灸専門学校）、呉竹学園理事・教師、千代田学園教師を務めた。大日本武徳会柔道範士九段、水泳範士九段。

## 経歴
1907年（明治40年）7月28日、長崎県に生まれる。幼少の頃より水泳・柔・剣の訓練を受ける。
1932年（昭和7年）日本大学を卒業。かたわら町道場師範代をつとめ整骨術鍼灸按術を研修した。揚心流系柔術とりわけ天神真楊流柔術と真之神道流柔術を深く修行し、この系統である活殺自在の技法に生涯をかけた。
1937年（昭和12年）8月に応召。大本営特命機関員として南方経営従事期間中、既習の医術を戦友、原住民に施し「前天貴（孫中山）と同姓、清中山」の名で住民に愛称される。
1948年（昭和23年）、東京で初めてとなる学校組織の柔道整復学校の創設を呉竹学園と千代田学園に勧奨。創設以来1970年（昭和45年）まで教導に当たる。また、東洋鍼灸専門学校や東京高等鍼灸学校（現・呉竹学園）で私的に「武道医学研修会」を発足し、柔術活殺法の指導にあたった。
1950年（昭和25年）柔道整復学校卒業者の補講目的で、日本初の『柔道整復新聞』創刊。
1965年8月、ニューヨーク世界博覧会の日本館にて伝統医学（武道医学）を披露した。それを米国オステオパシー協会(AOA)の幹部が見学していたことが縁で米国オステオパシー医学会会長アッカーマン博士は「我が米国医学は４００年の歴史の中で成長発達したものであるが、貴方がたの国には数千年の歴史を持った医学がある。我々はその永い歴史の中で育った医学を習いたいのです。」と、交流を申し出る。数週間に渡る交流はオステオパシー医学関連の学校および数カ所の大会で行われる。当時のオステオパシーと正式な交流を行ったのは中山だけである。 フィラデルフィアのアメリカ整骨医学会に招待され、席上において実技演技を披露し、I.C.C.T（創造医学世界連盟）会員に推薦される。
1970年（昭和45年）に柔道整復師法が成立・施行されたことにより、西洋医学的治療法、スポーツ柔道教育に限定され、伝統的な治療法の教育や武道教育が不可能になった。これを憂い隠居届を東京高等鍼灸学校の坂本浩二に送り、柔道整復の教育から決別、日本武道医学会及び武道医学研修道場を設立する。以後、伝統医療と伝統武道の教育を推進した。
1970年（昭和45年）上海、南京、香港、日支友好少年柔道団随行。香港において整骨師・李子飛と技術交換。鍼灸師余志文と技術交換。
1973年（昭和48年）ソ連巡行。通訳シリン氏の案内によりモスクワ体育館に於いて日本古式柔術披露。先方はサンボ (格闘技)術実演。日本古式とサンボ術の比較実演及日本武医術実演。先方によりサンボ教本三冊及修技階級徽章を贈られる。
1986年（昭和61年6月20日～30日）中華人民共和国広西チワン族自治区の首府南寧市において、中華医学会広西分会と中医骨傷科通信学院の招きにより、中国医学との交流をする。
1988年（昭和63年）東京の大ビル建設流行の煽りを受け、日本武道医学会を既設の山梨県甲府郡市郊外の市川大門にある日本武道医学研修道場並びに保養所に本部を移し、中山の住居も東京よりこの地に移す。
1994年（平成6年）11月25日、武道医学研修道場のあった山梨県市川大門で没した 。

## 思想
中山清は「武医同術」の言葉をよく好んで使っていた。その所以、武医同術の著書を3冊遺している。しかし、武医同術という言葉は、決して中山清が合成した言葉ではない。武医同術という言葉は、明治時代の整骨関係の書物に記載されており、また江戸時代の柔術関連（特に楊心流系柔術）の奥伝の巻物には医学的知識、特に整骨と活法等の記載が多くみられることから、当時、柔術（武道）の中に医術の導入が思考されていた。
中山清は、柔道整復には活法の講義は欠かせないと考えていた。その証として、初期の柔道整復の書物には活法関連の記述が良く見られる。現代になって、活法は柔道整復が完全に姿を消している。また、活法を医学技術として認めない者もいる。しかし、日本の柔術に伝わる活法の技術は、アメリカのオステオパシー医学の反射テクニックや蘇生術の発展に大きく影響を及ぼしている。
　柔道整復という言葉を使う場合は、整復には柔道的な要素がなければならないと、中山清は考えていた。事実、柔道（かっては柔術）の関節技を練習する場合は、脱臼または骨折あるいは打撲の障害がつきものである。特に、脱臼に限っていえば、柔術の技法には行為に脱臼させて、相手の行動を奪う技法が伝わっている。そして、関節を脱臼させる方向の反対の方向は整復させる方向として伝えられていた。したがって、脱臼させる方向を知らなければ、整復する方向を知るはずがない。柔術では、「関節の動きを活かす」または「関節の動きを復活させる」として、これらの技法は活法技法の一部として伝えられてきた日本伝統の医術である。このような技法は柔道整復の中で伝承されないと、本来の思想と理念と離れてしまう。西洋式の整復法を使うのならば、柔道整復術から柔道の名称を除外すべきだと中山清の思想だった。そのため、柔道のスポーツ化とともに柔道整復の現代化にともない、中山清は武道医学を旗揚げ、柔術の伝統技法の保存に生涯をかけた。
中山清は、山脇東門（山脇東洋の子）の『東門随筆』を愛読していた。山脇東門の時代の医界において、古方派、後世派という両派があって、それぞれ自派の正当性を主張し、対立していた。山脇東門は、「病には古今なければ、治療にも古今なし」また「すべての治療は根本を捜索して、その筋如何んと精細に弁明して後、投薬すべきなり。斯の如くして功を積めば精妙になりて良医と称せらるべし」と両派の医風を激しく攻撃していた。これはすなわち、対立せず、両派の良いところを使えば、患者を救えることになる。事実、中山清も決して伝統医学のすべてを崇拝していた訳ではない。彼の著書の中に、現代的な整復法の記載もあり、また、古伝の整復法を現代医学的な観点で解説している記事もたくさんある。

## 逸話
- アメリカで柔術（柔道）を講習した際、アメリカ人から「なぜ、赤帯を締めているのか？」と聞かれ、「日本には武医同術の思想があり、武道の高段者であれば、必ず応急手当の技術を身につけなければならない。応急手当の技術を出来る指導者は赤帯を締められる[11]」と答えた。

- 呉竹学園の鍼灸科の学生の一1人が喘息で倒れた際、中山が倒れた学生の背中に1本の針を刺して学生を蘇生した。当時の残されている学生たちの論文によれば、「そのとき中山先生がその場に現れなかったら、学生の半分以上が学校を辞めていたであろう。救急車を呼ぶのは最後の手段であり、医学関係の学校で応急手当てせずにすぐ救急車を呼ぶのは恥ずかしい。」と記されていたという。S.パリッシュ（中山清の後継者）が手による活法ではなく、針で蘇生した理由を問うと、「鍼灸の学生を前にして、手で活法をやれば、彼らの鍼灸への不信感をますます増していたはずだから、あえて針でやった。」と答えた。

- 中国の専門家から日本の鍼灸が細い針を用いる理由を問われると、「針であれ、刀であれ、日本人と中国人の技術と美術に対する考え方の違いがあるからだ。中国の刀はごつくて太く美術的価値に欠け、中国の剣術も荒々しい。しかし、日本の刀は美して世界的に美術的価値が高く、日本の剣術もサムライの技法として世界的に人気が高い。針も同じだ。中国人と日本人の技術と芸術に対する考え方の違いからその差が生まれている。[12]」と答えた。

## 著書

### 単著
- 『世茂起と砭石』1950年
- 『日本柔道整法のあり方』1952年
- 『三才図会和語抄』1953年
- 『繃帯実用図説』1954年
- 『骨折脱臼基本整復法』1955年
- 『柔道と整復術』1957年
- 『柔道整復師の柔道と臨床:柔道各種形・当身経穴・ヘッド氏帯対照』1958年
- 『柔道整復全書』太陽堂、1961年
- 『柔（やわら）医学:柔道整復方術の原流』1967年
- 『日本柔道整復術の技術とそれらの背後にある基本的な考え方性格を探る:先人の治術遺産顕現』1973年
- 『日本武道医学:先人の遺産顕現』1975年
- 『武医同術』いなほ書房、1984年
- 『武医同術Ⅱ（武徳）総括編』　1988年
- 『武医同術（第三篇）』1989年

### その他
- 高志鳳翼『解説骨継療治重宝記』1961年（解説を担当）
- 『柔道整復新聞』1950年　創刊～125号